# Górna latarnia morska w Tallinnie
Górna latarnia morska w Tallinnie (est. Tallinna sihi ülemine tuletorn) – latarnia morska w Tallinnie w rozwidleniu ulic Pae oraz Peterburi tee we wschodniej części miasta. 
19 listopada 1999 roku latarnię wpisano na listę narodowych zabytków Estonii pod numerem 8791. Na liście świateł nawigacyjnych Estonii - rejestrze Urzędu Transportu Morskiego (Veeteede Amet) w Tallinnie - ma numer 252.
Pierwsze plany budowy latarni morskiej w tej lokalizacji datowane są na 1832 rok. Potrzeba budowy drugiej latarni morskiej w Tallinnie spowodowana była skargami na niewystarczającą widoczność zbudowanej w 1806 roku dolnej latarni morskiej. W 1935 roku postawiono wieżę o konstrukcji drewnianej, która w 1896 roku została zastąpiona 40-metrową wieżą kamienną. Zbudowana wówczas latarnia została wyposażona w reflektor z soczewką Fresnela zakupiony w Paryżu w firmie Sautter Harle & Co. Pracuje on do dzisiaj.